# Пан (издателство)
Вижте пояснителната страница за други значения на Пан.
Издателска къща „Пан“ е сред първите частни издателства в България.
Създадено е в края на 1990 г. от Любомир Русанов, Костадин Костадинов и Валери Манолов. По-късно към тримата съдружници се присъединява и Цанко Лалев.
Издателството се утвърждава като водещо в представянето на българската и световна литература за деца. Партньори на ИК „Пан“ са редица американски и западноевропейски издателства и литературни агенции.
Започнало с издаването на илюстровани книжки за най-малките, днес „Пан“ включва в каталога си предимно произведения от класиката. Уникална като проект е поредицата „Вечните детски романи“, съдържаща 101 заглавия. Най-популярните автори на приказки са представени в пълнота в поредицата „Майстори на приказката“. „Българска класика за деца“ и „Книги за ученика“ включват класически произведения, изучавани в училище от ученици от 7 до 18 години. ИК „Пан“ е българският издател на автори като Астрид Линдгрен, Ръдиард Киплинг, Луиза Мей Олкът, Луси Монтгомъри, Едит Несбит, Джералд Даръл, Скот О'Дел, Селма Лагерльоф, Ерих Кестнер, Хю Лофтинг, Хектор Мало, Едмондо де Амичис, и десетки други класически и съвременни писатели за деца.
Издателството е носител на наградата на Асоциацията на българските книгоиздатели за най-добре издадена книга, на наградата „Христо Г. Данов“ и на наградата на Министерството на културата за цялостен принос в областта на културата.